# Василик, Михаил Алексеевич
Михаи́л Алексе́евич Васи́лик (20 января 1935, Рахны, Винницкая область, УССР, СССР — 5 февраля 2005, Санкт-Петербург, Россия) — советский и российский философ

 и политолог. Доктор философских наук (1984), профессор, заслуженный работник высшей школы Российской Федерации, декан гуманитарного факультета, заведующий кафедрой политологии СПбГПУ в 1990—2005 годах.

## Биография
В 1971 году защитил кандидатскую диссертацию, в 1984 году — докторскую («Механизм действия и использования политических закономерностей развитого социалистического общества»).
В 1985 году под руководством профессора М. А. Василика в Ленинградском политехническом институте имени М. И. Калинина (Санкт-Петербургский политехнический университет  Петра Великого) был создан факультет общественных наук (ФОН), в который вошли кафедры истории КПСС, марксистско-ленинской философии, политической экономии, научного коммунизма, а в 1988 году на этом факультете была образована кафедра отечественной и зарубежной культуры. В 1989 году на волне «перестройки», кафедра истории КПСС была переименована в кафедру «История»; кафедра марксистско-ленинской философии — в кафедру «Философия», кафедра научного коммунизма стала кафедрой «Политология». Был первым деканом гуманитарного факультета (1990—2005), действительный член трех общественных академий.
Кавалер ордена «Знак Почёта».

## Труды
Опубликованы монографии:
- Основы теории коммуникации: Учебник /Под ред. проф. О-75 М.А. Василика. — М.: Гардарики, 2003. — 615 с.: ил.

- Политология. Хрестоматия ― Изд-во Гардарики 1999. ― 844 с.;

- Политология ― Изд-во Гардарики 1999. ― 368 с.;

- Практикум по курсу Политология ― Изд-во Гардарики 1999. ― 384 с.;

- Политология. Словарь-справочник ― Изд-во Гардарики 2000. ― 328 с.;

- Основы социологии и политологии. Учебное пособие ― Изд-во Гардарики 2000. ― 400 с.;

- Избирательная система России. Словарь-справочник ― 	Издательство Михайлова В. А. 2000. ― 160 с.;

- Политология. Элементарный курс ― Изд-во Гардарики 2003. ― 270 с.;

## Награды и звания
- Заслуженный работник высшей школы Российской Федерации

- Орден «Знак Почета»

- Действительный член трех академий[каких?]

- Доктор философских наук

- Профессор

- Медаль «В ознаменование 100-летия со дня рождения Владимира Ильича Ленина»